# Stenocorus longevittatus
Stenocorus longevittatus là một loài bọ cánh cứng trong họ Cerambycidae.